# Schlacht von Orewin Bridge
Koordinaten: 52° 9′ 7″ N, 3° 27′ 42″ W
Die Schlacht von Orewin Bridge zwischen England und Wales fand am 11. Dezember 1282 nahe der Ortschaft Cilmeri, einem Vorort von Builth Wells, statt.
Die Truppen des englischen Königs Eduard I. siegten über die Waliser. Weil Llywelyn ap Gruffydd, der Fürst der Waliser, dabei getötet wurde, war mit dieser Schlacht das Ende der Autonomie von Wales besiegelt. 